# تحصیلات عالی در افغانستان
تحصیلات عالی در افغانستان شامل سیاست‌های دولت برای اصلاح تحصیلات عالی در دانشگاه‌های افغانستان و تأثیرات این اصلاحات می‌باشد. اصطلاح تحصیلات عالی مترادف آموزش بعد از دبیرستان، مرحله سوم، سطح سوم آموزشی است.

## زمینه اصلاحات
تحصیلات عالی یکی از هشت ستون استراتژی توسعه ملی افغانستان برای دوره ۲۰۰۸–۲۰۱۴ بود. وزارت تحصیلات عالی افغانستان در دسامبر ۲۰۰۹ برنامه استراتژیک ملی تحصیلات عالی: ۲۰۱۰–۲۰۱۴ را تدوین کرد. دو هدف اصلی این برنامه عبارت بود از بهبود کیفیت و گسترش دسترسی به تحصیلات عالی، همراه با تأکید بر برابری جنسیتی. یکی از واکنش‌های چشم‌گیر به تخریب سیستم تحصیلات عالی در افغانستان همین تلاش‌های بود که در برنامه استراتژیک ملی تحصیلات عالی ۲۰۱۰–۲۰۱۴ وزارت تحصیلات عالی افغانستان به آن اشاره شده‌است، هدف از طرح این برنامه استراتژیک تنها بازسازی سیستمی به‌جا مانده از ۲۰۰۱ نبود، بلکه تغییر آن به یک سیستم مدرن و مبتنی بر شایستگی بود تا یک‌بار دیگر از جمله بهترین سیستم‌ها در سطح جنوب آسیا شمرده شود، همان‌گونه که قبل از تجاوز روس‌ها به‌حساب می‌رفت، هم‌چنین سیستمی که معیارهای بین‌المللی را برآورده سازد و با سایر سیستم‌ها در سطح منطقه رقابت نماید. برنامه استراتژیک ملی تحصیلات عالی ۲۰۱۰–۲۰۱۴ نتیجه یک سلسله سمینارهای مشورتی با دانشگاه‌های مختلف در سطح افغانستان بود که در سال ۲۰۰۹ میلادی توسط وزارت تحصیلات عالی افغانستان به همکاری یونسکو و بانک جهانی برگزار گردید. برنامه استراتژیک ملی تحصیلات عالی ۲۰۱۰–۲۰۱۴ بر مبنای یک چارچوب اصلاح تحصیلات عالی ایجاد گردید که قبلاً توسط وزارت تحصیلات عالی به همکاری انستیتوت بین‌المللی یونسکو برای برنامه‌ریزی آموزشی در ۲۰۰۴ تهیه شده بود. چارچوب اصلاحات قبلی طیف وسیعی از مسائل را تحت پوشش قرار داده بود، شامل ساختار نهادی دانشگاه‌ها، مسائل حکومت‌داری، استخدام و حفظ کارکنان و دانشجویان، ارتباط میان تدریس و تحقیق، مدیریت، مالی و تدارک تجهیزات، زمین و کتاب‌های درسی.

## مسائل مالی
بر اساس برنامه استراتژیک ملی تحصیلات عالی ۲۰۱۰–۲۰۱۴ بخش تحصیلات عالی قرار بود ۲۰٪ کل بودجه آموزشی کشور را تا ۲۰۱۵ هزینه کند، که معادل ۸۰۰ دالر آمریکایی تا ۲۰۱۴ و ۱٬۰۰۰ دالر آمریکایی تا ۲۰۱۵ برای هر شاگرد می‌شود. بودجه تأیید شده تحصیلات عالی برای سال ۲۰۱۲ میلادی ۴۷٫۱ میلیون دالر آمریکایی بود، یعنی معادل ۴۷۱ دالر برای هر شاگرد. از سال ۲۰۱۰ تا ۲۰۱۴ وزارت تحصیلات عالی افغانستان توانسته بود تنها ۱۵ درصد (۴٫۱۳ میلیون دالر آمریکایی) از وجوه درخواست شده که ۵۶۴ میلیون دالر آمریکایی بود را از حامیان مالی دریافت کند. حامیان مالی اصلی عبارت از: بانک جهانی، نمایندگی ایالات متحده برای توسعه بین‌المللی، وزارت خارجه ایالات متحده، سازمان پیمان اتلانتیک شمالی (ناتو)، هندوستان، فرانسه و آلمان.

## روند ثبت نام
وزارت تحصیلات عالی افغانستان توانست از هدفی که برای بلندبردن ثبت نام در دانشگاه تعیین نموده بود فراتر دست یابد، تعداد ثبت نام کننده‌گان میان سال‌های ۲۰۱۱ و ۲۰۱۴ دو برابر شده و به ۱۵۳٬۳۱۴ نفر رسیده‌است. دولت تخمین نموده بود که تعداد دانشجویان الی ۲۰۱۵ به ۱۱۵٬۰۰۰ نفر خواهد رسید. با این حال، کم‌بود منابع مالی وزارت را نگذاشت تا تسهیلات لازم را هم‌گام با افزایش سریع در تعداد دانشجویان بسازد. بیشتری تسهیلات هنوز هم نیاز به بهسازی دارند؛ به عنوان مثال، در ۲۰۱۳ هیچ آزمایشگاهی برای دانشجویان فیزیک در دانشگاه کابل موجود نبود.
بر اساس گزارش پیشرفت وزارت تحصیلات عالی، تعداد محصلین زن از سال ۲۰۰۸ تا ۲۰۱۴ سه برابر شده و به ۳۰٬۴۶۷ نفر رسیده بود، با این وجود زنان تنها یک بر پنج حصه محصلین دانشگاه را تشکیل می‌دادند.
یکی از علت‌های رشد تعداد ثبت نام دانشجویان در دانشگاه را می‌توان به «مکاتب شبانه» نسبت داد که به کارکنان و مادران جوان این فرصت دسترسی به تحصیلات را فراهم می‌کند. دانشجویان می‌توانند با ثبت نام در «شفت شبانه» هم‌چنین از فرصتی خالی که در شام است استفاده نمایند. شفت شبانه به‌طور فزاینده در حال معروف شدن است و در سال ۲۰۱۴ به تعداد ۱۶٬۱۹۸ شاگرد در آن ثبت نام نموده، در مقایسه با دو سال قبل که این رقم تنها ۶٬۶۱۶ بود. در ۲۰۱۴ زنان ۱۲ درصد (۱٬۹۵۲) کل صنف‌های شبانه در ۲۰۱۴ را شکل می‌دادند.

## استراتژی جنسیت
وزارت تحصیلات عالی افغانستان در استراتژی جندر تحصیلات عالی (۲۰۱۳) خود یک برنامه عملیاتی را به‌منظور افزایش تعداد دانشجویان و استادان زن طرح نمود. یکی از ستون‌های این برنامه اعمار خوابگاه‌ها برای دختران است. یک خوابگاه در سال ۲۰۱۴ به همکاری وزارت خارجه ایالات متحده در هرات اعمار گردید و دو خوابگاه دیگر در بلخ و کابل برنامه شده بود. این خوابگاه‌ها به‌طور کل باید ظرفیت ۱٬۲۰۰ دانش آموز دختر را داشته باشند. وزارت تحصیلات عالی هم‌چنین از بودجه برنامه اولویت ملی پول درخواست نمود تا ۱۰ خوابگاه دیگر که ظرفیت ۴٬۰۰۰ شاگرد را داشته باشد اعمار نماید؛ از آن جمله اعمار شش خوابگاه تا ۲۰۱۳ تکمیل شده بود.
بر اساس اهدافی که در استراتژی جنسیت تحصیلات عالی (۲۰۱۳) ذکر شده بود، زنان می‌بایست ۲۵ درصد از کل محصلین دانشگاه تا سال ۲۰۱۴ و ۳۰ درصد تا سال ۲۰۱۵ را شکل دهند. اما، در سال ۲۰۱۴ تنها ۱۹٫۹٪ درصد کل محصلین را دختران شکل می‌داد، پایین‌تر از ۲۰۱۰ که ۲۰٫۵ درصد بود. هرچند ثبت نام دختران در دانشگاه‌ها از سال ۲۰۱۰ بیشتر گردیده اما ثبت نام پسران رشد سریع‌تر داشته‌است. دختران هنوز هم نسبت به پسران برای تکمیل دوره مکتب به مشکلات بیشتری مواجه هستند و به دلیل نبود خوابگاه دخترانه در دانشگاه‌ها تنبیه می‌شوند. در سال ۲۰۱۲، ۶۶ درصد دختران و ۸۹ درصد پسران که در سن مکتب ابتدایی بودند در مکاتب ثبت نام نمودند. انتظار می‌رود تا پسران بتوانند ۱۱ سال دوره مکتب را تکمیل نمایند و دختران تنها هفت سال.
تا اکتوبر ۲۰۱۷، ۱۱۷ زن (۲۳٪ از تعداد عمومی) در حال ادامه آموزش کارشناسی ارشد (ماستری) خود در دانشگاه‌های افغانستان بودند، در مقایسه با مردان که تعداد آن‌ها به ۵۰۸ تن می‌رسید.
استراتژی جنسیت تحصیلات عالی هدفی را برای تعداد استادان زن تعیین نموده‌است که طبق آن تا سال ۲۰۱۴ تعداد استادان زن باید به ۲۰٪ برسد. تا اکتوبر ۲۰۱۴ تعداد استادان زن در دانشگاه‌ها به ۶۹۰ تن می‌رسید (۱۴ درصد). این استراتژی هم‌چنین تلاش می‌نماید تا تعداد استادان زن که دارای درجه تحصیلی کارشناسی ارشد یا دکترا هستند را افزایش دهد. تا اکتوبر ۲۰۱۴ به تعداد ۲۰۳ استاد زن دارای درجه تحصیلی کارشناسی ارشد بودند، در مقایسه با مردان که تعداد آن‌ها به ۱٬۲۷۷ تن می‌رسید و ۱۰ زن درجه تحصیلی دکترا داشتند.

## کیفیت تحصیلات عالی
کمیسیون نصاب درسی که توسط وزارت تحصیلات عالی تشکیل شده بود، تا سال ۲۰۱۴ توانست نصاب درسی یک ثلث از دانشگاه‌های خصوصی و دولتی افغانستان را بازنگری و بهسازی نماید. پیشرفت برای رسیدن به هدفی که برای تعداد استادان تعیین شده بود خوب پیش می‌رود، چون هزینه‌های کارکنان از طریق بودجه عادی تأمین می‌گردد. یکی از اولویت‌های وزارت، افزایش تعداد برنامه‌های کارشناسی ارشد بود. این امر فرصت‌های دسترسی به کارشناسی ارشد را برای زنان افزایش می‌دهد، به‌ویژه با در نظرداشت مشکلاتی که زنان برای رفتن به خارج از کشور در برنامه‌های کارشناسی ارشد و دکترا مواجه هستند. به عنوان مثال، نصف دانشجویان که در دو برنامه جدید ماستری آموزش و اداره عامه در ۲۰۱۳ ثبت نام کردند را زنان تشکیل می‌دادند. پنج از هشت درجه کارشناسی ارشد که توسط دانشگاه کابل میان سال‌های ۲۰۰۷ تا ۲۰۱۲ داده می‌شد را نیز زنان به‌دست می‌آوردند. تا سال ۲۰۱۵، مجموع تعداد برنامه‌های کارشناسی ارشد که در دسترس بود به ۲۵ برنامه می‌رسید.